# Craterocephalus helenae
The Drysdale hardyhead (Craterocephalus helenae) là một loài cá thuộc họ Atherinidae. Nó là loài đặc hữu của Úc.